# Европско првенство у рагбију 7 — ешалон 3 — конференција 1 2024.
Европско првенство у рагбију седам - Конференција један 2024. одржано је у Београду, главном граду Републике Србије. Рагби савез Европе указао је поверење Рагби савезу Србије да организује ово велико такмичење. Покровитељи турнира су били Министарства омладине и спорта Републике Србије и Секретаријат за омладину и спорт града Београда.
Овај спортски турнир је трајао три дана, а утакмице су игране на главном терену ФК Железник. Рагби 7 репрезентација Републике Србије је играла веома добро и освојила је високо треће место, вредно поштовања.
Прво место је освојила селекција Краљевине Норвешке, пошто је у финалу савладала рагби 7 репрезентацију Данске.

## Учесници
- Рагби 7 репрезентација Србије,
- Рагби 7 репрезентација Сан Марина,
- Рагби 7 репрезентација Бугарске,
- Рагби 7 репрезентација Андоре,
- Рагби 7 репрезентација Малте,
- Рагби 7 репрезентација Аустрије,
- Рагби 7 репрезентација Норвешке,
- Рагби 7 репрезентација Данске,
- Рагби 7 репрезентација Финске,

## Стадион
Све утакмице су игране на стадиону ФК Железник.

## Пропозиције такмичења
Девет европских трећеразредних рагби 7 нација биле су подељене у три групе по три селекције. Након две групне фазе такмичења, четири најбоље селекције отишле су у завршницу Европског првенства.

## Рагби 7 репрезентација Србије
'Стручни штаб'
- Мишел Миловић, Стручни консултант
- Марко Капор, Селектор
- Љубомир Буквић, Менаџер
- Енес Исаки, Лекар

Српски стручни штаб је изабрао девет рагбиста из домаћег првенства Србије, као и четири српских седмичара из емиграције.
'Играчи'
- Александар Андрић - Партизан Београд
- Иван Николић - Дорћол Београд
- Мирко Ранковић, капитен - Рад Београд
- Станислав Љубичић - Рад Београд
- Немања Стошић - Рад Београд
- Немања Лазић - Рад Београд
- Игор Гајић - Рад Београд
- Милан Весковић - Рад Београд
- Урош Јончић - Рад Београд
- Каспар Стругар - Хенли Хоукси Енглеска
- Бојан Чечарић - Амершам анд Чилтерн Енглеска
- Антоан Јововић - Мерињак Француска
- Јанко Милинковић Земун - Вадуз Лихтенштајн

## Резултати
- Данска - Малта 29-14
- Бугарска - Србија 0-24
- Аустрија - Сан Марино 26-7
- Малта - Финска 5-26
- Андроа - Србија 5-20
- Норвешка - Сан Марино 33-19
- Данска - Финска 31-14
- Бугарска - Андора 33-21
- Аустрија - Норвешка 0-26
- Данска - Андора 36-17
- Србија - Сан Марино 29-7
- Норвешка - Малта 41-0
- Аустрија - Андора 19-22
- Финска - Сан Марино 12-12
- Бугарска - Малта 21-4
- Данска - Аустрија 31-5
- Србија - Финска 32-17
- Норвешка - Бугарска 31-5
- Бугарска - Андора 15-5
- Норвешка - Финска 29-5
- Данска - Србија 17-7
- Малта - Сан Марино 21-17
- Аустрија - Бугарска 21-10
- Финска - Србија 0-52
- Норвешка - Данска 14-10[3]

## Табела и коначни поредак рагби 7 репрезентација
- Прво место - Норвешка
- Друго место - Данска
- Треће место - Србија
- Четврто место - Финска

| Победник Конференције 1 Европског првенства у рагбију седам 2024. |
| ----------------------------------------------------------------- |
| Рагби 7 репрезентација Краљевине Норвешке                         |